# Juliane Henningsen
Pour les articles homonymes, voir Henningsen.
Juliane Henningsen, née le 29 juillet 1984 à Ilulissat (Groenland), est une femme politique groenlandaise. En 2007, à seulement 22 ans, elle devient l'une des deux représentants élus du Groenland au Parlement danois, où elle reste jusqu'en 2011,. En 2015, elle quitte la politique pour rejoindre l'équipe de direction de l'entreprise de pêche Halibut Greenland dans sa ville natale, Ilulissat. 

## Biographie
Henningsen naît le 29 juillet 1984 à Ilulissat au Groenland. Elle est la fille du peintre Niels Henningsen et de Ellen Kruse. En 2005, elle devient membre du Inatsisartut, le parlement du Groenland, où elle représente le parti séparatiste de gauche groenlandais Inuit Ataqatigiit. C'est ce même parti qu'elle représente au parlement danois du 13 novembre 2007 au 15 septembre 2011. En tant que membre du Parlement danois, elle siége à la commission pour l'environnement et de la planification, celle du Groenland et celle de la politique étrangère. À la même période, elle est remplaçante pour le Conseil nordique où elle est membre des parlementaires de l'Arctique,. 
À la suite de son mandat au Parlement danois, Henningsen estime qu'elle a défendu avec succès les intérêts du Groenland, en particulier par rapport aux problématiques sociales à la chasse à la baleine et les captures de phoques dans l'UE. La chef de l'Inuit Ataqatigiit, Sara Olsvig, a complimenté Henningsen pour son service rendu à la politique: «Julianne a énormément contribué  à la politique groenlandaise au cours des dernières années, tant au Parlement du Groenland qu'au Folketing danois. Elle a été l'une de nos jeunes politiciennes pionnières, s'attaquant ouvertement à des domaines politiques importants mais difficiles." 
À la fin de ses études universitaires en 2015, elle quitte l'Inuit Ataqatigiiits pour rejoindre l'équipe de direction de Halibut Greenland. En novembre 2019, elle devient responsable local (Kommunimi pisortaaneq) de la commune de Qeqqata,.   